# ジョン・ブローダス・ワトソン
ジョン・ブローダス・ワトソン（John Broadus Watson, 1878年1月9日 - 1958年9月25日）は、アメリカ合衆国の心理学者。行動主義心理学の創始者。

## 人物・来歴
シカゴ大学大学院で機能主義者ジェームズ・ローライド・エンジェルのもとで学び、1907年から20年までジョンズ・ホプキンス大学の教授を務めた。ただでさえ短い在任期間であるが、第一次世界大戦中は軍隊にいたことを考えるなら、その生産性はさらに際だったものだと考えられる。
1913年のコロンビア大学における講演（「行動主義者から見た心理学」）で、その当時まで主流であった意識を内観によって研究する心理学ではなく、観察可能な刺激や反応に着目する自然科学としての心理学を提唱し（行動主義宣言）、行動主義心理学を創始した。
当時の伝統的な精神分析を中心とする実験心理学に反対し、心理学が科学的であるために客観的に観察可能な行動を対象とすべきとワトソンは考えた。また、1915年にはアメリカ心理学会の会長に就任した。1920年にはレイナーと連名で「条件付けられた情動反応」を発表（次項参照）。1921年以降、ビジネスの分野（広告代理店）に移り、65歳で引退するまで活躍した。

## ジョン・ワトソンの学説
行動主義心理学
20世紀当時の伝統的な精神分析を中心とする実験心理学に反対し、心理学が科学的であるために客観的に観察可能な行動を対象とすべきとしてジョン・ワトソンは行動主義心理学を創始した(1912提唱)。ワトソンは心理学の目的は行動の法則を定式化し、行動を予測し、それをコントロールすることであると論じ、行動の単位は刺激―反応の結合からなるとした。この考えは、イワン・パブロフの条件反射説にワトソンが影響を受けて唱えられた。すなわち、条件反射説から古典的条件付けが生まれ、それがS－Rの結合である。彼の主張は、当時のプラグマティズムや実証主義の流れと合流してアメリカ心理学の客観主義への移行を助けた。しかし、ワトソンの行動主義は、微視的な原子論、要素論に根差ししており、刺激と反応の関係があまりにも直接的であった。それを克服するものとして、刺激―反応の間に介在する有機体内の諸条件を考慮する新行動主義が誕生した。
発達規定要因における学習優位説
発達を規定する要因をワトソンは行動主義の立場から、動物や人の発達は経験による条件づけにより成り立つと考えた。そのため、健康な1ダースの乳児と、育てる事のできる適切な環境さえととのえば、才能、好み、適正、先祖、民族など遺伝的といわれるものとは関係なしに、医者、芸術家から、どろぼう、乞食まで様々な人間に育て上げることができると唱えた。しかし、このような発言からワトソンの極端ともいえる行動主義的主張は、非難をうけることとなる。

## ワトソンの実験「アルバート坊やの実験」
生後11か月の幼児アルバートを対象に恐怖条件付けを行った。白いネズミを見せ触ろうとする行動を行うと、その背後で鋼鉄の棒をハンマーで叩いて大きな音をたてた（実験前アルバートはネズミを怖がっていなかった）。実験後アルバートはネズミだけではなくウサギや毛皮のコートなど似た特徴をもつものにまで恐怖を抱くようになった。この実験から、おとなの抱く不安や恐怖も、多くはこれに類似した幼年期の経験に由来している、とワトソンは主張した。この研究は、情動のような複雑な反応も条件づけられるということを示すだけではなく、それが消去されるならば、ある種の心理療法（行動療法）たりえることを示したのである。ここにはパブロフの提唱した古典的条件づけの原理が働いている。またアイゼンクにより分類された神経症（アイゼンクは神経症を誤った学習により起こると考えた）では条件性情動反応にあたる。